# Third Annual Pipe Dream
Third Annual Pipe Dream is het derde studioalbum van de Amerikaanse muziekgroep Atlanta Rhythm Section. Het album is opgenomen in de studio waar ze ook als studiomusici aan het werk waren, de Studio One in Doraville, Georgia. De band is van MCA Records overgestapt naar Polydor. Het album haalde een 74e plaats in de Amerikaanse albumlijst; in Nederland kreeg het album geen hitnotering. Ook de twee singles Doraville (VS nr. 35) en Angel (VS nr. 79) konden hier geen potten breken.
Pipe dream betekent waan.

## Musici
- Ronnie Hammond – zang
- Barry Bailey, J.R. Cobb – gitaar
- Paul Goddard – basgitaar
- Dean Daughtry – toetsinstrumenten
- Robert Nix – slagwerk

met
- Mylon Lefevre, Hugh Baby Jarret – achtergrondzang Jesus
- Mike Huey – congas op Join the race.

## Muziek
| Nr. | Titel                                                                  | Duur |
| --- | ---------------------------------------------------------------------- | ---- |
| 1.  | Doraville (Buie, Nix, Bailey)                                          | 3:28 |
| 2.  | Jesus hearted people (Buie, Nix, Bailey)                               | 3:48 |
| 3.  | Close the door (Hammond, Goddard)                                      | 3:22 |
| 4.  | Blues in Maude’s flat (Green)                                          | 3L47 |
| 5.  | Join the race (to inner space) (John Fristoe)                          | 3:57 |
| 6.  | Angel (what in the world’s come over us) (Buie, Nix, Bailey)           | 5:10 |
| 7.  | Get your head out of your heart (Nix, Hammond)                         | 2:28 |
| 8.  | The war is over (Cobb, Bailey)                                         | 2:00 |
| 9.  | Help yourself (You gotta help yourself) (Buie, Cobb, Nix)              | 2:54 |
| 10. | Who you gonna run to (when you’re thru walkin’on me) (Buie, Cobb, Nix) | 3:18 |

Het album is een aantal keren uitgebracht op compact disc, al dan niet samen met andere albums.